# Kleinbalken
Kleinbalken ist ein Ortsteil von Overath im Rheinisch-Bergischen Kreis in Nordrhein-Westfalen, Deutschland.

## Lage und Beschreibung
Der kleine Ortsteil Kleinbalken ist von der Kreisstraße 38 über eine Stichstraße zu erreichen. Der Standort enthält einen Campingplatz, der vor allem an Wochenenden von Kölnern besucht wird und auch schon Schlagzeilen machte. Nahebei entspringen einige Quellen des Lehmichsbachs, der in die Agger mündet.

Ortsansichten
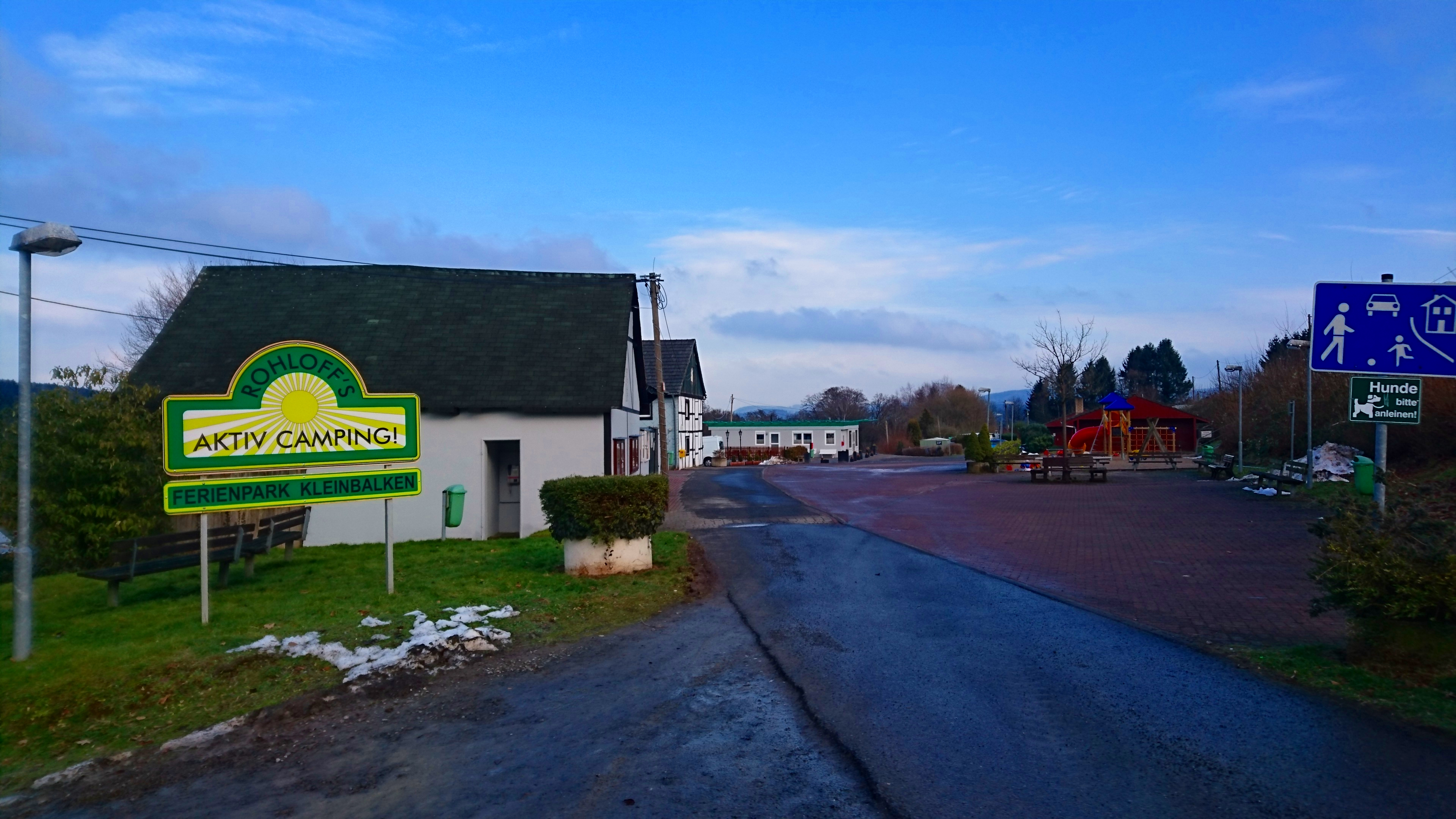
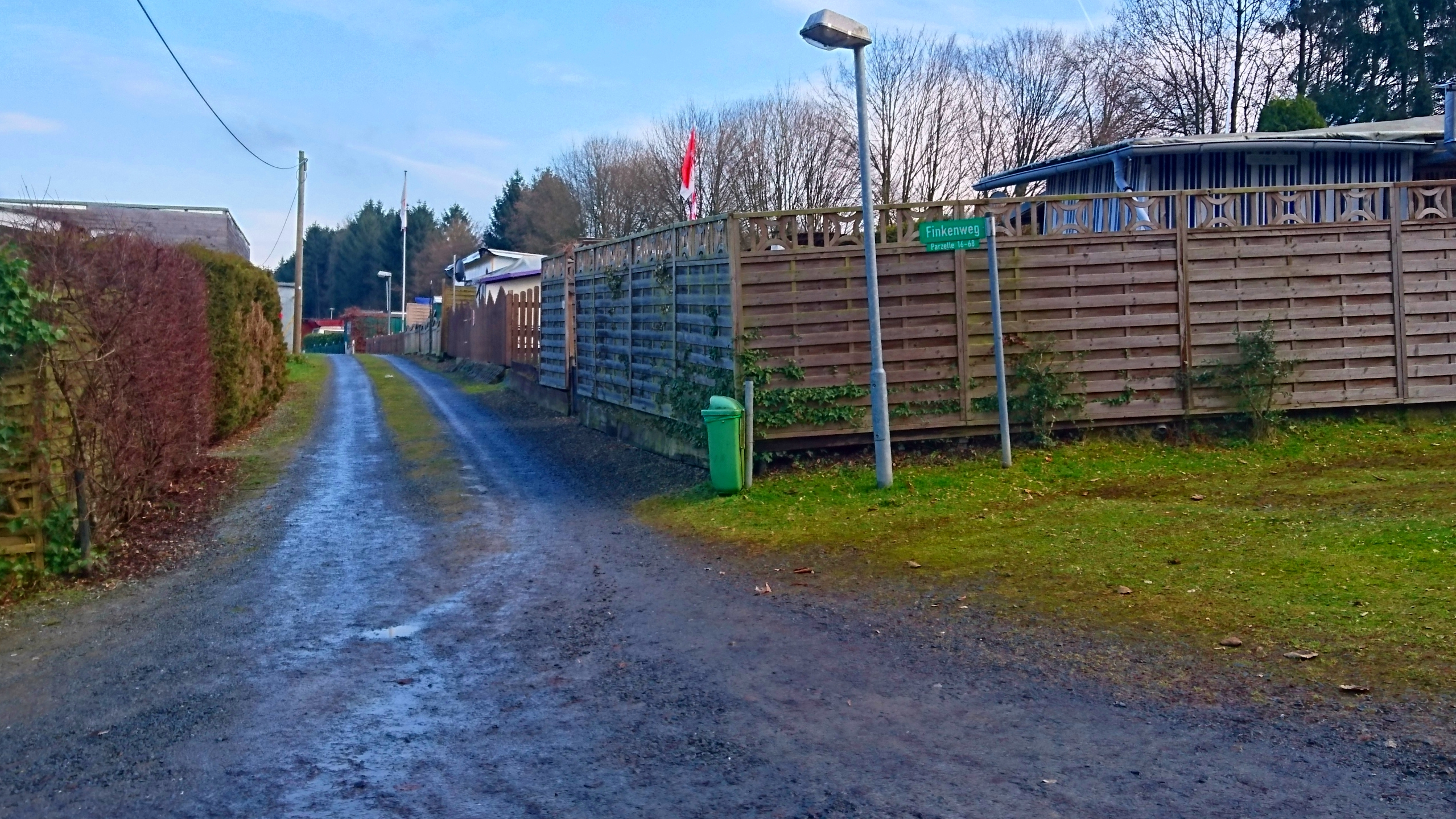
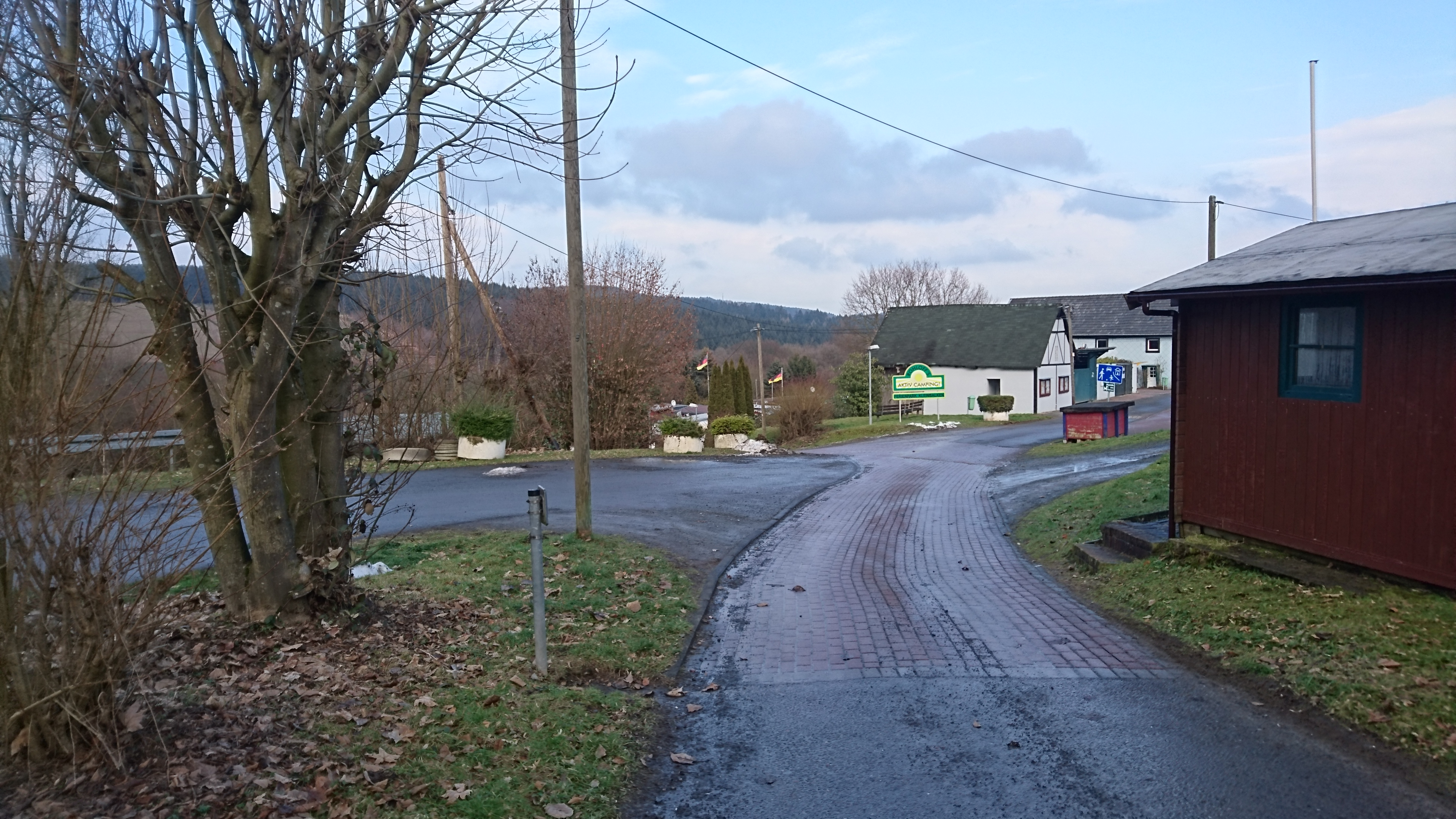

## Geschichte
Die Orte Klein-, Griesen-, Probst- und Meesbalken liegen in einer Flucht auf einer Riedelartigen Anhöhe. Dies lässt vermuten, dass das Formwort Balken des im 13. Jahrhundert als Balcke urkundlich genannten Ortsbereichs diese Anhöhe bezeichnet.
Die Topographia Ducatus Montani des Erich Philipp Ploennies, Blatt Amt Steinbach, belegt, dass der Wohnplatz bereits 1715 eine Hofstelle besaß, die als Kl. Balcken beschriftet ist. Der Ort war zu dieser Zeit einer der Titularorte der Honschaft Balken im Kirchspiel Overath.
Der Ort ist auf der Topographischen Aufnahme der Rheinlande von 1817 als Kl. Balken verzeichnet. Die Preußische Uraufnahme von 1845 zeigt den Wohnplatz unter dem Namen Kl. Balken. Ab der Preußischen Neuaufnahme von 1892 ist der Ort auf Messtischblättern regelmäßig als Kleinbalken verzeichnet.
1822 lebten sieben Menschen im als Hof kategorisierten und als (Klein-)Balken bezeichneten Ort, der nach dem Zusammenbruch der napoleonischen Administration und deren Ablösung zur Bürgermeisterei Overath im Kreis Mülheim am Rhein gehörte. Für das Jahr 1830 werden für den als Klein-Balken bezeichneten Ort sieben Einwohner angegeben. Der 1845 laut der Uebersicht des Regierungs-Bezirks Cöln als Hof kategorisierte und Klein-Balken bezeichnete Ort besaß zu dieser Zeit ein Wohngebäude mit sieben Einwohnern, alle katholischen Bekenntnisses. Die Liste Einwohner und Viehstand von 1848 führt für Klein Balken 15 Bewohner auf, darunter 7 Personen unter dem Punkt Gesinde. Dem Ackerer und Pächter Joseph Fischer werden hier 2 Pferde, 7 Kühe, 4 Rinder, 3 Kälber, 3 Schweine zugerechnet und dem Ackerer Gerhard Tix 2 Kühe, 1 Schwein. Die Gemeinde- und Gutbezirksstatistik der Rheinprovinz führt Kleinbalken 1871 mit zwei Wohnhäusern und sieben Einwohnern auf. Im Gemeindelexikon für die Provinz Rheinland von 1888 werden für Klein Balken zwei Wohnhäuser mit 17 Einwohnern angegeben. 1895 besitzt der Ort zwei Wohnhäuser mit 28 Einwohnern und gehörte konfessionell zum katholischen Kirchspiel Marialinden, 1905 werden ein Wohnhaus und elf Einwohner angegeben.